# Some Kinda Love
„Some Kinda Love“ je píseň americké skupiny The Velvet Underground. Její původní studiová verze vyšla v březnu roku 1969 na albu The Velvet Underground. Autorem textu i hudby k písni je Lou Reed, který v její původní verzi rovněž zpíval. Koncertní verze písně vyšly na albech 1969: The Velvet Underground Live (1974), Live MCMXCIII (1993), Bootleg Series Volume 1: The Quine Tapes (2001), Final V.U. 1971-1973 (2001) a The Complete Matrix Tapes (2015). Reed vydal vlastní koncertní verzi písně na albu Live in Italy (1984; totožná nahrávka byla vydána také na novějším albu Live in Concert) Česká kapela The Plastic People of the Universe vydala coververzi písně na svém koncertním albu Trouble Every Day. Anglická kapela Levellers 5 vydala svou verzi písně na desce Heaven & Hell: A Tribute to The Velvet Underground.